# My Body
„My Body” este un cântec R&B al interepretei belgiene Hadise. Piesa a fost lansată ca cel de-al șaptelea disc single al artistei, fiind inclus pe cel de-al doilea album de studio, material denumit după cântăreață. „My Body” a debutat direct pe locul 8 în Flandra, devenind primul hit de top 10 al artistei și totodată, cel mai mare succes al său până la lansarea discului „Düm Tek Tek”.

## Clasamente
| Clasament                 | Poziția maximă | Referință |
| ------------------------- | -------------- | --------- |
| Ultratop 50 Singles Chart | 8              | [ 2 ]     |